# Kanton Guise

Gemeinden des Kantons

Der Kanton Guise ist ein französischer Wahlkreis im Département Aisne in der Region Hauts-de-France. Er umfasst 45 Gemeinden im Arrondissement Vervins und hat sein bureau centralisateur in Guise. Im Rahmen der landesweiten Neuordnung der französischen Kantone 2015 wurde er erheblich vergrößert.

## Gemeinden
Der Kanton besteht aus 45 Gemeinden mit insgesamt 22.889 Einwohnern (Stand: 1. Januar 2022) auf einer Gesamtfläche von 468,52 km²:
| Gemeinde                      | Einwohner 1. Januar 2022 | Fläche km² | Dichte Einw./km² | Code INSEE | Postleitzahl |
| ----------------------------- | ------------------------ | ---------- | ---------------- | ---------- | ------------ |
| Aisonville-et-Bernoville      | 257                      | 8,73       | 29               | 02006      | 02110        |
| Audigny                       | 282                      | 10,73      | 26               | 02035      | 02120        |
| Barzy-en-Thiérache            | 317                      | 7,63       | 42               | 02050      | 02170        |
| Bergues-sur-Sambre            | 206                      | 4,41       | 47               | 02067      | 02450        |
| Bernot                        | 434                      | 16,56      | 26               | 02070      | 02120        |
| Boué                          | 1.316                    | 10,44      | 126              | 02103      | 02450        |
| Chigny                        | 141                      | 10,47      | 13               | 02188      | 02120        |
| Crupilly                      | 64                       | 3,52       | 18               | 02244      | 02120        |
| Dorengt                       | 150                      | 10,50      | 14               | 02269      | 02450        |
| Esquéhéries                   | 849                      | 16,21      | 52               | 02286      | 02170        |
| Étreux                        | 1.455                    | 10,36      | 140              | 02298      | 02510        |
| Fesmy-le-Sart                 | 516                      | 16,06      | 32               | 02308      | 02450        |
| Flavigny-le-Grand-et-Beaurain | 438                      | 13,63      | 32               | 02313      | 02120        |
| Grand-Verly                   | 134                      | 3,80       | 35               | 02783      | 02120        |
| Grougis                       | 310                      | 11,26      | 28               | 02358      | 02110        |
| Guise                         | 4.510                    | 16,13      | 280              | 02361      | 02120        |
| Hannapes                      | 327                      | 9,16       | 36               | 02366      | 02510        |
| Hauteville                    | 184                      | 7,10       | 26               | 02376      | 02120        |
| Iron                          | 219                      | 9,51       | 23               | 02386      | 02510        |
| La Neuville-lès-Dorengt       | 391                      | 10,88      | 36               | 02548      | 02450        |
| La Vallée-Mulâtre             | 147                      | 5,28       | 28               | 02760      | 02110        |
| Lavaqueresse                  | 202                      | 4,44       | 45               | 02414      | 02450        |
| Le Nouvion-en-Thiérache       | 2.479                    | 48,42      | 51               | 02558      | 02170        |
| Leschelle                     | 269                      | 14,69      | 18               | 02419      | 02170        |
| Lesquielles-Saint-Germain     | 776                      | 16,21      | 48               | 02422      | 02120        |
| Macquigny                     | 356                      | 20,18      | 18               | 02450      | 02120        |
| Malzy                         | 181                      | 10,30      | 18               | 02455      | 02120        |
| Marly-Gomont                  | 484                      | 12,91      | 37               | 02469      | 02120        |
| Mennevret                     | 654                      | 11,89      | 55               | 02476      | 02630        |
| Molain                        | 160                      | 1,81       | 88               | 02488      | 02110        |
| Monceau-sur-Oise              | 130                      | 5,86       | 22               | 02494      | 02120        |
| Noyales                       | 142                      | 7,18       | 20               | 02563      | 02120        |
| Oisy                          | 459                      | 10,79      | 43               | 02569      | 02450        |
| Petit-Verly                   | 156                      | 5,19       | 30               | 02784      | 02630        |
| Proisy                        | 275                      | 5,20       | 53               | 02624      | 02120        |
| Proix                         | 144                      | 3,45       | 42               | 02625      | 02120        |
| Ribeauville                   | 77                       | 3,58       | 22               | 02647      | 02110        |
| Romery                        | 83                       | 3,96       | 21               | 02654      | 02120        |
| Saint-Martin-Rivière          | 115                      | 5,52       | 21               | 02683      | 02110        |
| Tupigny                       | 335                      | 12,84      | 26               | 02753      | 02120        |
| Vadencourt                    | 511                      | 12,24      | 42               | 02757      | 02120        |
| Vaux-Andigny                  | 923                      | 15,75      | 59               | 02769      | 02110        |
| Vénérolles                    | 225                      | 8,89       | 25               | 02779      | 02510        |
| Villers-lès-Guise             | 160                      | 8,06       | 20               | 02814      | 02120        |
| Wassigny                      | 946                      | 6,79       | 139              | 02830      | 02630        |
| Kanton Guise                  | 22.889                   | 468,52     | 49               | 0207       | –            |

Bis zur Neuordnung gehörten zum Kanton Guise die 19 Gemeinden Aisonville-et-Bernoville, Audigny, Bernot, Flavigny-le-Grand-et-Beaurain, Guise, Hauteville, Iron, Lavaqueresse, Lesquielles-Saint-Germain, Macquigny, Malzy, Marly-Gomont, Monceau-sur-Oise, Noyales, Proisy, Proix, Romery, Vadencourt und Villers-lès-Guise. Sein Zuschnitt entsprach einer Fläche von 192,38 km2. Er besaß vor 2015 einen anderen INSEE-Code als heute, nämlich 0216.

## Einwohner
| Bevölkerungsentwicklung | Bevölkerungsentwicklung |
| Jahr                    | Einwohner               |
| ----------------------- | ----------------------- |
| 1962                    | 12.819                  |
| 1968                    | 13.869                  |
| 1975                    | 12.723                  |
| 1982                    | 11.866                  |
| 1990                    | 11.463                  |
| 1999                    | 11.305                  |
| 2006                    | 11.063                  |
| 2011                    | 10.724                  |

## Politik
| Vertreter im conseil général des Départements | Vertreter im conseil général des Départements | Vertreter im conseil général des Départements |
| Amtszeit                                      | Namen                                         | Partei                                        |
| --------------------------------------------- | --------------------------------------------- | --------------------------------------------- |
| 2001–2015                                     | Daniel Cuvelier                               | PS                                            |
| 2015–                                         | Armand Pollet Marion Saillard                 | –                                             |